# 崎漏
崎漏，是台灣高雄市茄萣區內的一個聚落，位於興達港北側，茄萣市區的南側。日治時期的崎漏庄，相較於今日行政區，範圍大致包括崎漏里北半部不含東北端凸出部分，以及湖內區劉家里東南端凸出的狹長地帶、海山里南部。
崎漏地方的住民傳統上主要為邱姓，祖籍來自漳州府海澄縣，在庄內有一座正順廟，主祀大使爺公。

## 歷史
崎漏的邱姓宗族起源可分為兩派，一派為「九房邱」，另一派則為「五房邱」。
崎漏是1920年時所設置湖內庄的大字行政區之一，1935年時的常住人口有1048人。
根據1986年的統計，崎漏庄內的邱姓人口在當時共佔有70.1%，到了1991年時，比例減少至59.54%。